# Кайрагач (Ошская область)
Кайрагач (кирг. Кайрагач) — село в Ноокатском районе Ошской области Кыргызстана. Входит в состав Бельского айылного аймака.

## География
Село расположено в западной части области, на берегу канала Найман, на расстоянии приблизительно 7 километров (по прямой) к западу от города Ноокат, административного центра района. Абсолютная высота — 1415 метров над уровнем моря.

## История
До 10 апреля 2023 года село носило название Борбаш.

## Население
Согласно оценочным данным Национального статистического комитета Кыргызской Республики, численность населения села на начало 2023 года составляла 6972 человека.
| год     | 2009 | 2014 | 2015 | 2020 | 2021 | 2023 |
| ------- | ---- | ---- | ---- | ---- | ---- | ---- |
| человек | 5622 | 5944 | 6174 | 7028 | 6931 | 6972 |